# X̄
Cette page contient des caractères spéciaux ou non latins. S’ils s’affichent mal (▯, ?, etc.), consultez la page d’aide Unicode.
Ne doit pas être confondu avec la lettre cyrillique kha macron ‹ Х̄ х̄ ›.
X̄ (minuscule : x̄), appelé x macron, est un graphème utilisé dans l’écriture de l’haisla (avec l’orthographe d’Emmon Bach (en)). Sa majuscule X̄ est utilisée pour noter la théorie X-barre en linguistique et sa minuscule {\displaystyle {\bar {x}}} pour la moyenne arithmétique en mathématiques.
Il s’agit de la lettre x diacritée d’un macron.

## Représentations informatiques
Le x macron peut être représenté avec les caractères Unicode suivants :
- décomposé (latin de base, diacritiques) :

| formes    | représentations | chaînes de caractères | points de code | descriptions                                 |
| --------- | --------------- | --------------------- | -------------- | -------------------------------------------- |
| capitale  | X̄               | X◌̄                    | U+0058 U+0304  | lettre majuscule latine x diacritique macron |
| minuscule | x̄               | x◌̄                    | U+0078 U+0304  | lettre minuscule latine x diacritique macron |